# Ernest Ker Squires
Ernest Ker Squires, britanski general, * 1882, † 1940.